# Конотопська районна рада
Коното́пська райо́нна ра́да — орган місцевого самоврядування Конотопського району у Сумській області з центром у м. Конотоп.
До складу Конотопського району входить одне селище міського типу та 83 сільські населені пункти.

## Склад ради
До складу ради входять 42 депутати від 8-ми політичних партій:
- Політична партія "Наш край" — 7 депутатів
- Політична партія "Опозиційна платформа - ЗА ЖИТТЯ" — 7 депутатів
- Політична партія «Слуга народу» — 6 депутатів
- Всеукраїнське об'єднання "Батьківщина" — 6 депутатів
- Політична партія "Європейська солідарність" — 5 депутатів
- Радикальна партія Олега Ляшка — 4 депутати
- Всеукраїнське об'єднання "Свобода" — 4 депутати
- Політична партія "За майбутнє"— 3 депутати